# Kameralamt Gmünd
Das Kameralamt Gmünd war eine Einrichtung des Königreichs Württemberg, die im Amtsbezirk Besitz und Einkommen des Staates verwaltete. Es bestand von 1806 bis 1922 in Schwäbisch Gmünd. Das Kameralamt wurde im Rahmen der Neuordnung der Staatsfinanzverwaltung im Königreich Württemberg geschaffen.

## Geschichte
Laut Dekret vom 7. Juli 1807 wurden dem Kameralamt Gmünd zur Erhebung der Einkünfte die Patrimonialämter von Holz-Alfdorf, von Rechberg in Hohen-Rechberg, von Beroldingen in Horn, von Wöllwarth in Lautern und von Lang in Leinzell zugeteilt. Durch Verordnung vom 6. Juni 1819 wurde dem Kameralamt Gmünd das Forstrevier Röthenbach des Forstamts Aalen zugeteilt. Gemäß Verfügung vom 15. November 1827 wurde der Weiler Holzhausen vom Kameralamt Gmünd an das Kameralamt Gaildorf abgegeben.
Laut Verfügung vom 20. März 1838 hat das Kameralamt Gmünd übernommen:
- vom Kameralamt Aalen: Parzelle Brackwang der Gemeinde Iggingen
- vom Kameralamt Heidenheim: Hesselschwang der Gemeinde Bartholomä

Abgetreten wurden an das Kameralamt Lorch die Parzellen Pfersbach, Waldau, Wetzgau und Wuestenrieth der Gemeinde Großdeinbach.
Durch Verfügung vom 18. Januar 1870 wurde das Nebenzollamt Gmünd mit dem Kameralamt vereinigt und führte fortan die Bezeichnung Kameral- und Hauptsteueramt Gmünd.